# Johann König (Maler)
Johann König, auch Hans König (* 21. Oktober 1586 in Nürnberg; † 4. März 1642 ebenda) war ein deutscher Maler, Miniaturist und Zeichner. Er ist heute vor allem aufgrund seiner sehr fein gemalten Kupfertafeln bekannt.

## Leben
Johann König wurde in Nürnberg im Jahr 1586 als Sohn des Goldschmiedes Arnold König geboren. Sein Wissen um die Werke Johannes Rottenhammers der Ältere lassen vermuten, dass er seine Lehrjahre in Augsburg (evtl. bei Rottenhammer) verbracht haben könnte.
Als gesichert gilt, dass er sich ein Jahr in Venedig und von September 1610–1614 in Rom aufhielt. Dort hat er wohl noch den im Dezember 1610 gestorbenen Adam Elsheimer getroffen, dessen frührömischer Stil eine direkte Anregung auf Königs Schaffen war. Schon früh findet sich in Werken Königs ein direkter Niederschlag in Elsheimers Landschaftskunst.
Zusammen mit den Werken von Paul Bril übten sie einen starken Einfluss auf den jungen Maler aus. Wahrscheinlich kam er in Rom auch mit den frühen Werken von Carlo Saraceni in Berührung.
Im Jahr 1614 kehrte er zurück, heiratete in Augsburg und erhielt dort das Malerrecht. 1622 wurde er Vorgeher der Malerzunft, ein Jahr später Mitglied des Großen Rats. Nach 1620 wirkte er mit Matthäus Gundelach und Johann Matthias Kager bei der Verzierung des von Elias Holl geschaffenen Augsburger Rathauses mit.
Nach dem Restitutionsedikt folgte aus konfessionellen Gründen um 1631 die Rückkehr nach Nürnberg, wo er nach weiterer Tätigkeit im März 1642 verstarb.

## Werk
Bekannt wurde König als Maler kleinformatiger Bilder auf Kupfer und farbenreicher Miniaturen und auch Kunstkammerstücke auf Marmor und Achat.

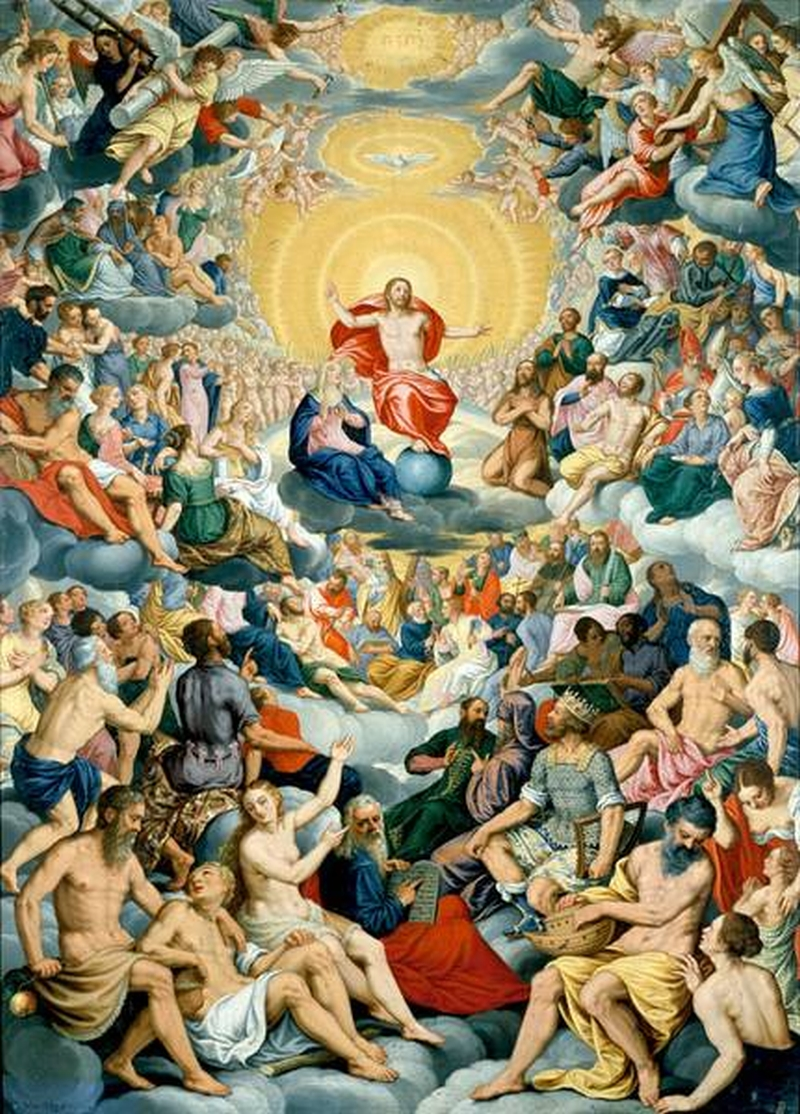
Allerheiligen

Philipp Hainhofer schätzte ihn sehr und vermittelte ihm immer wieder Stammbuchblätter u. a. Aufträge. Bei der Ausstattung des Augsburger Rathauses wurden bei ihm die drei monumentalen Bilder des südwestlichen Fürstenzimmers und der Gerichtsstube in Auftrag gegeben. Hier fertige König für die Gerichtsstube die Werke Das jüngste Gericht und Die Geschichte des Ananias und der Saphera.
Weniger bekannt ist König für eine Reihe von großformatigen Leinwandbildern mit Personifikationen der Tugenden und Römischer Herrscher, die er für das Rathaus in Augsburg malte und die heute zusammen mit fünf Zeichnungen in den Städtischen Kunstsammlungen, im Schaezlerpalais in Augsburg ausgestellt sind. Weitere Werke Königs befinden sich im Pariser Louvre, im Kunsthistorischen Museum in Wien, in der Gemäldegalerie in Berlin, im Hessischen Landesmuseum in Darmstadt, in der Staatlichen Kunsthalle in Karlsruhe, im Germanischen Nationalmuseum in Nürnberg und im Ashmolean Museum in Oxford.
Daran schließen sich einige Einzelstücke mittelgrößeren Formates auf Leinwand an, wie das Gemälde des Heiligen Petrus im Herzog-Anton-Ulrich-Museum in Braunschweig und das Gemälde der Steinigung des Heiligen Stephanus. In Köln wurde im Auktionshaus Lempertz ein 61,5 × 46 cm großes Gemälde auf einer Kupfertafel Auferstehung Christi versteigert.